# Balduinstein
Balduinstein település Németországban, Rajna-vidék-Pfalz tartományban. Lakosainak száma 547 fő (2023. december 31.).

## Népesség
A település népességének változása:
| Lakosok száma | 607  | 598  | 579  | 587  | 547  |
|               | 2017 | 2019 | 2021 | 2022 | 2023 |